# Буренин, Андрей Викторович
Андрей Викторович Буренин (11.08.1974) — депутат Государственной Думы четвертого созыва, председатель Правления Фонда «Сколково».

## Биография
Родился 11 августа 1974 года в Иркутске. В 1995 году окончил факультет бизнеса и менеджмента Мэрилендского университета (США). В 1996 году получил диплом с отличием Иркутского государственного университета по специальности «мировая экономика». В 1998 году окончил аспирантуру Свердловского государственного экономического университета. Кандидат экономических наук.
С 1998 по 2001 год — первый заместитель начальника Главного финансового управления администрации Иркутской области. С января 2001 года — заместитель генерального директора по финансовой работе ОАО «СУАЛ» филиала Иркутского алюминиевого завода. С ноября 2001 по 2003 год — заместитель главы администрации Иркутской области, начальник Главного финансового управления, Председатель Региональной энергетической комиссии. В 2003 году — заведующий кафедрой финансового менеджмента Байкальского института бизнеса и международного менеджмента Иркутского государственного университета.
С декабря 2003 по 2007 год являлся депутатом Государственной Думы ФС РФ четвертого созыва от ВПП «Единая Россия». Был членом Комитета ГД по бюджету и налогам.
В 2005 −2007 году — Председатель правления Фонда Национального совета по стандартам финансового учета и отчетности. С 2008 по 2009 год — финансовый директор АО «Ренова Менеджмент АГ».
С 2009 по 2012 год — заместитель генерального директора по экономике и финансам ЗАО «Комплексные энергетические системы». Председатель Наблюдательного совета.
С 27 сентября 2013 по апрель 2016 года — Председатель Правления Фонда «Сколково».